# Winna-Chroły (gromada)
Winna-Chroły (początkowo Winna Chroły, bez łącznika) – dawna gromada, czyli najmniejsza jednostka podziału terytorialnego Polskiej Rzeczypospolitej Ludowej w latach 1954–1972.
Gromady, z gromadzkimi radami narodowymi (GRN) jako organami władzy najniższego stopnia na wsi, funkcjonowały od reformy reorganizującej administrację wiejską przeprowadzonej jesienią 1954 do momentu ich zniesienia z dniem 1 stycznia 1973, tym samym wypierając organizację gminną w latach 1954–1972.
Gromadę Winna Chroły z siedzibą GRN w Winnej Chrołach utworzono – jako jedną z 8759 gromad – w powiecie siemiatyckim w woj. białostockim, na mocy uchwały nr 21/V WRN w Białymstoku z dnia 4 października 1954. W skład jednostki weszły obszary dotychczasowych gromad Winna Chroły, Winna Poświętna, Antonin, Zadobrze, Bujenka, Kułaki, Trzaski i Radziszewo Sobiechowo ze zniesionej gminy Winna Chroły w tymże powiecie. Dla gromady ustalono 17 członków gromadzkiej rady narodowej.
31 grudnia 1959 do gromady Winna-Chroły przyłączono obszar zniesionej gromady Koce-Basie oraz wieś Radziszewo-Sieńczuch ze zniesionej gromady Czaje-Wólka.
31 grudnia 1961 z gromady Winna-Chroły wyłączono wsie Koce Borowe i Niemyje Stare, włączając je do gromady Rudka w powiecie bielskim w tymże województwie.
Gromada przetrwała do końca 1972 roku, czyli do kolejnej reformy gminnej.